# Jan Dommering

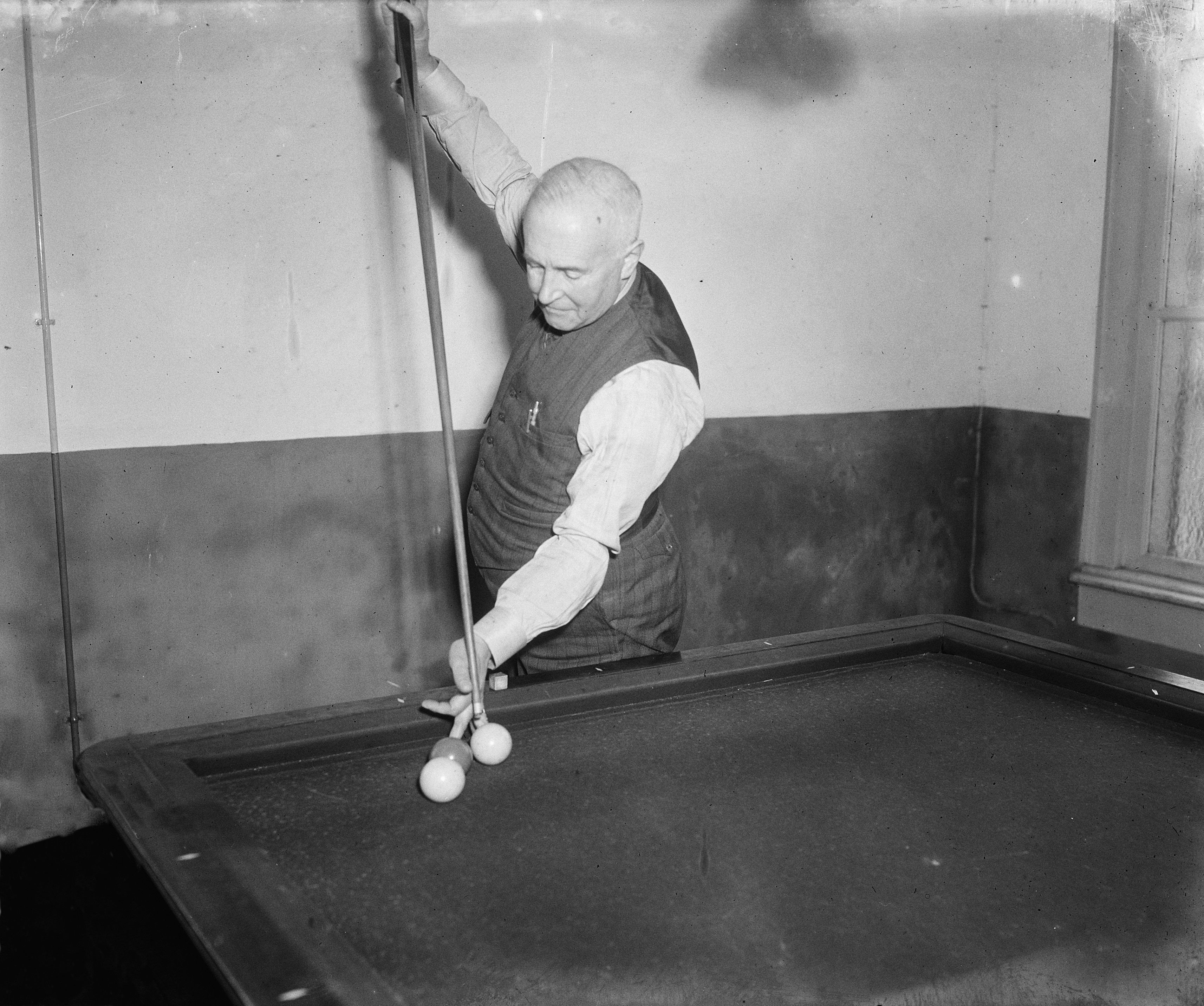
Der 70-jährige Dommering 1952 in Arnheim

Jan Dommering (* 23. November 1882 in Winschoten; † 4. Oktober 1958 in Arnheim) war ein niederländischer Karambolagespieler.

## Leben
Dommering ist der Sohn eines Hoteliers und wuchs in der ehemaligen Gemeinde Winschoten auf. Von seinem Vater lernte er das Billardspielen. In Deutschland ließ er sich zum Hotelier ausbilden und arbeitete anschließend in München, Genua, Nizza und Oostende.
Im Jahr 1907 eröffnete er das „Hotel Bristol“ in Arnheim. Daneben wurde Dommering auch Besitzer des Hotels und Kinos „Frigge Luxor“ in Groningen. In Arnheim war er Mitglied des lokalen Tourismusinformationsbüros VVV. Er hatte einen internationalen Ruf als Hotelier und beriet unter anderem das Hotel Waldorf-Astoria in New York City. Im Zweiten Weltkrieg unterstützte er den lokalen Widerstand in Arnheim. Er war ein Mitglied des Ausschusses „Freies Niederland“. Als Bilder zweier Mitglieder der holländischen Nationaal-Socialistische Beweging (NSB) auf einem Plakat mit dem Text „Sie sind keine Juden“ abgebildet an einem Klappfenster seines Hotel hingen, entfernte er diese demonstrativ. Später saß er für einige Zeit im Gefängnis Camp Amersfoort. Nach der Schlacht um Arnheim und der Evakuierung der Stadt, wohnte er weiterhin in seinem Hotel und arbeitete mit dem Technischen Notdienst zusammen, der Bereiche der Stadt wieder bewohnbar zu machen versuchten. Nach dem Krieg war Dommering in der Nederlandse Vereniging van Ex-Politieke Gevangenen Expogé (Vereinigung ehemaliger politischer Gefangener) aktiv.

## Karriere
Ab etwa 1910 nahm Dommering an nationalen Billardwettbewerben teil. Er erhielt von dem berühmten belgischen Spieler Edouard Horemans Unterricht. 1920 errang er seine erste holländische Meisterschaft im Cadre 45/2. Insgesamt zehn nationale Titel in dieser Disziplin konnte Dommering sich erkämpfen, den Letzten 1937. 1925 gewann er die erste ausgetragene Europameisterschaft im Cadre 45/2. Dabei stellte er mit 193 einen neuen Europarekord in der Höchstserie auf. Bei der Weltmeisterschaft in der gleichen Disziplin, zwei Monate später im April 1925 in Paris, machte er beim Stand 397:347 für den Belgier Théo Moons mit einer Serie von 53 Punkten die Partie aus und wird Weltmeister. Nach seiner Rückkehr in seine Heimatstadt Arnheim wurde er von Tausenden von Bürgern begrüßt. Bei der niederländischen Meisterschaft im Jahr 1927 gelang ihm eine Höchstserie (HS) von 263 Bällen. Er brach damit den Weltrekord von Ed Roudil um einem Ball. Mit über 60 Jahren war er Teilnehmer an den niederländischen Meisterschaften 1944 im Cadre 71/2. Er wurde Achter und Letzter des Turniers. Dommering war Ehrenmitglied der niederländischen „Billard Federation“ und Lehrer, unter anderem des deutschen Weltmeisters August Tiedtke.

## Ehrungen
Dommering wurde zum Ritter des Orden von Oranien-Nassau ernannt und mit dem Kriegsmobilisierungs-Kreuz geehrt.
In Arnheim wurde der Jan-Dommering-Pfad nach ihm benannt.

## Erfolge
- Cadre-45/1-Weltmeisterschaft:  1932[1]
- Cadre-45/2-Weltmeisterschaft:  1925 •  1924, 1926 •  1933[1]
- Cadre-71/2-Weltmeisterschaft:  1931[1]
- Cadre-45/2-Europameisterschaft:  1925 •  1932 •  1927, 1929, 1931[1]
- Niederländischer Meister: 10 ×[2]